# Alejandro García Padilla
Alejandro Javier García Padilla (ur. 3 sierpnia 1971 w Coamo) – polityk portorykański, prawnik.
Sekretarz Spraw Konsumenckich od 2 stycznia 2005 do 1 stycznia 2009. Członek Senatu od 2 stycznia 2009 do 1 stycznia 2013. gubernator Portoryko od 2 stycznia 2013 do 2 stycznia 2017. Członek Ludowej Partii Demokratycznej (Partido Popular Democrático de Puerto Rico) i amerykańskiej Partii Demokratycznej. Absolwent University of Puerto Rico i Interamerican University of Puerto Rico.